# Lasse Oksanen
Lasse Oksanen (Tampere, 7 dicembre 1942) è un ex hockeista su ghiaccio e allenatore di hockey su ghiaccio finlandese.
Giocò per gran parte della sua carriera con l'Ilves, squadra di SM-liiga. È stato inserito nel 1987 nella Finnish Hockey Hall of Fame.

## Carriera

### Club
Dopo 15 stagioni all'Ilves (comprese le giovanili), nella stagione 1975-1976 approdò in Italia, ingaggiato dall'HC Gardena, squadra con la quale vinse lo scudetto. Giocò per un altro anno con la squadra altoatesina prima di tornare in patria, di nuovo all'Ilves, dove giocò altre due stagioni prima di far ritorno nuovamente in Serie A, chiamato questa volta a vestire la maglia dell'Asiago Hockey. Al termine di quella stagione (1979-1980) ritornò nuovamente alla squadra della sua città, l'Ilves, dove giocò altri due anni prima di passare al Koo-Vee, squadra militante nella seconda divisione finlandese, dove chiuse la carriera. Con l'Ilves fu più volte proclamato capitano della squadra.

### Nazionale
Oksanen giocò ininterrottamente dal 1963 al 1977 con la nazionale finlandese, disputando complessivamente ben 282 partite, 128 delle quali fra mondiali, tornei olimpici e una Canada Cup.

### Allenatore
Nella stagione 1994-1995 fu assistant coach dell'Ilves.

## Palmarès

### Club
- SM-sarja: 4

Ilves: 1964-1965, 1965-1966, 1961-1962, 1971-1972
- Campionato italiano: 1

Gardena: 1975-1976

### Individuale
- SM-sarja All-Star Team: 9

1967-68, 1968-69, 1969-70, 1964-65, 1965-66, 1966-67, 1970-71, 1971-72, 1974-75
- Maggior numero di reti della SM-sarja: 1

1969-1970 (32 reti)